# Cladonia densissima
Cladonia densissima (Ahti) Ahti & DePriest (2001), è una specie di lichene appartenente al genere Cladonia,  dell'ordine Lecanorales.
Il nome proprio deriva dall'aggettivo latino densissimus, -a, -um, che significa molto denso, consistente, in riferimento alla forma dei podezi.

## Caratteristiche fisiche
Il fotobionte è principalmente un'alga verde delle Trentepohlia.

## Località di ritrovamento
La specie è stata rinvenuta nelle seguenti località:
- Guyana
- Venezuela

## Tassonomia
Da alcuni autori considerata come forma intermedia fra C. mitis e C. arbuscula, questa specie è di incerta attribuzione per quanto concerne la sezione di appartenenza; secondo alcuni autori (Stenroos) apparterrebbe alla sezione Tenues del genere Cladina; a tutto il 2008 sono state identificate le seguenti forme, sottospecie e varietà:
- Cladonia densissima f. decolorans (Ahti) Ahti & DePriest (2001).
- Cladonia densissima f. densissima (Ahti) Ahti & DePriest (2001).